# Acidente de passagem de nível de Hectorspruit
O acidente de passagem de nível de Hectorspruit ocorreu aproximadamente às 7 da manhã do dia 13 de julho de 2012, quando um trem de carvão que viajava de Emalelane (antiga Witbank) para Maputo, no Caminho de Ferro de Ressano Garcia, colidiu com um caminhão em uma passagem de nível controlada perto de Emjejane (antiga Hectorspruit), Mepumalanga, na África do Sul.

## Visão geral
O caminhão transportava 44 trabalhadores agrícolas sazonais envolvidos principalmente na colheita de citros na região. Houve 25 ou 26 fatalidades entre os ocupantes do caminhão, e vários outros ficaram feridos. Imediatamente após a colisão, o caminhão foi arrastado pelo trem por cerca de 200 metros; corpos de vítimas de acidentes foram deixados espalhados pelo local, com membros faltando.
No mesmo dia, o ministro das Empresas Públicas, Malusi Gigaba e funcionários da Transnet visitaram a cena da colisão, na linha entre Emalelane e Emjejane. Eles estavam satisfeitos que todas as medidas de segurança da passagem de nível estavam em vigor no momento do acidente. De acordo com um oficial, o maquinista "até gritou para avisar ao motorista que ele estava se aproximando".
O gabinete sul-africano enviou suas condolências às famílias das vítimas. Além disso, altos funcionários do governo os visitaram para oferecer seu apoio. A maioria das famílias não podia se dar ao luxo de enterrar seus entes queridos sem assistência. "Estas são famílias realmente pobres e cabe ao governo mostrar os cuidados necessários e apoiar essas famílias com todos os meios para garantir que o funeral de seus filhos seja conduzido de maneira condizente", disse Gigaba.
O motorista do caminhão, George Mandlazi, de 32 anos, foi preso imediatamente após ser tratado e dispensado do hospital. Ele foi acusado de 25 acusações de assassinato. Testemunhas afirmaram que Mandlazi não conseguiu parar na passagem de nível.
Quando Mandlazi apareceu pela primeira vez no tribunal, as acusações contra ele foram reduzidas de assassinato para homicídio culposo, e ele foi mantido sob custódia da polícia, para que ele tivesse tempo de conseguir um representante legal. No entanto, as acusações de homicídio foram restabelecidas em 17 de julho de 2012, quando Mandlazi voltou a ser julgado e foi-lhe negada a fiança. Em seu julgamento em 12 de novembro de 2013, ele se declarou culpado de 24 acusações de homicídio culposo e uma acusação de dirigir negligentemente. Sua fiança de 3.000 rands sul-africanos (295 dólares/220 euros ou 185 euros em novembro de 2013) foi prorrogada, com a condenação marcada para fevereiro de 2014. Em fevereiro de 2014, sua sentença foi adiada até junho de 2014. Ele foi condenado a sete anos de prisão em 25 de junho de 2014, no circuito de Nelspruit do Supremo Tribunal de Pretória. O juiz disse que Mandlazi era muito imprudente, ignorando dois sinais de alerta antes da travessia da ferrovia e também não prestou atenção ao aviso do trem.